# Caroline Martins
Caroline Aparecida Nogueira Martins, conhecida como Caroline Martins (São Paulo , 21 de Janeiro de 1992) é uma handebolista brasileira
que joga na posição de goleiro. Atualmente defende o Molde HK
. Integrou as categorias de base da  Seleção Brasileira de Handebol de 2005 a 2012. Carol Conquistou o 3º Lugar no 2010 Summer Youth Olimpics.

## Trajetória Esportiva
Caroline Martins  iniciou seu ciclo no handebol oficialmente no ano de 2004 na qual representava a equipe Sport Club Corinthians Paulista na categoria mirim. No ano seguinte Carol foi convocada pela primeira vez para Seleção Brasileira na categoria infantil, na qual disputou o campeonato Sul-Americano e obteve o primeiro lugar, conquistando assim sua primeira medalha internacional. Em 2007 e 2008 foi Campeã Panamericano na categoria cadete também pela Seleção Brasileira. Em 2009 foi convocada pela primeira vez para fases de treinamento da Seleção Brasileira Adulta. Obteve o 3º lugar no Mundialito da ìtalia  pela seleção brasileira juvenil e foi
destaque do campeonato Paulista Juvenil, recebendo o prêmio Leão de Ouro. Já em  2010 Caroline deu um grande passo em sua carreira ingressando na equipe da A.D.C Metodista/São Bernardo. Nesse mesmo ano, Caroline foi campeã Panamericana Juvenil, obteve o 3º Lugar nos Jogos Olímpicos da Juventude realizados em [[Singapura nos Jogos Olímpicos de Verão da Juventude de 2010|Singapura, obteve o 13º lugar no Mundial Juvenil na República Dominicana e foi campeã pela primeira vez da Liga Nacional pela Metodista. Em 2011 participou de 5 campeonatos pelo seu clube e consagrando-se campeã em todos eles. Em 2012 foi campeã do Campeonato Panamericano Junior, ficou em 12º lugar no Mundial Junior realizado na República Tcheca e pelo seu clube foi Campeã Paulista Junior e Adulto, Campeão da Liga Nacional, Jogos regionais e Jogos Abertos do Brasil e vice- campeã dos Jogos Abertos do Interior. Em 2013, obteve o 2º Lugar da Liga Nacional, 3º Lugar do Paulista Adulto e Campeã dos Jogos Regionais e Jogos Abertos do Interior. EM 2014 transferiu-se para Equipe da Força Aérea Brasileira na qual sagrou-se Campeã invicta do campeonato Carioca e obteve o 5º lugar na liga nacional feminina. Em 2015 retornou a defender a equipe da Metodista/São Bernardo na qual foi Campeã da Liga Nacional 2015 e Campeã do Campeonato Paulista. Em Agosto de 2016 transferiu-se para o Dínamo Bucareste na Romênia.

## Principais Conquistas
Metodista/ São Bernardo
- Campeã da Liga Nacional 2010
- Campeã do Paulista 2011
- Campeã da Liga Nacional 2011
- Campeã do Paulista 2012
- Campeã da Liga Nacional 2012
- Campeã do Paulista 2013
- Vice Campeã da Liga Nacional 2013
- Campeã do Paulista 2015
- Campeã da Liga Nacional 2015

Força Aerea Brasileira
- Campeã do Campeonato Carioca 2014

Seleção Brasileira
- Campeã Sul-Americana Infantil- 2005
- Campeã Pan-Americana Cadete - 2007 e 2008
- 3ºLugar no Mundialito Juvenil - 2009
- Campeã Pan-Americana Juvenil - 2010
- 3º Lugar dos Jogos Olímpicos da Juventude - 2010
- 13º Lugar no Campeonato Mundial Juvenil - 2010
- Campeã Pan-Americana Junior - 2012[3]
- 12º Lugar no Campeonato Mundial Junior -2012